# Premio Jupiter
Il Premio Jupiter è stato un premio per la letteratura fantascientifica attribuito tra il 1974 e il 1978.  

## Descrizione
Il premio veniva assegnato in quattro categorie: romanzo, romanzo breve, racconto e racconto breve.

## Vincitori
| Anno | Romanzo                                            | Romanzo breve                                        | Racconto                                    | Racconto breve                                      |
| ---- | -------------------------------------------------- | ---------------------------------------------------- | ------------------------------------------- | --------------------------------------------------- |
| 1974 | Incontro con Rama, di Arthur C. Clarke             | The Feast of St. Dionysus, di Robert Silverberg      | L'uccello di morte, di Harlan Ellison       | A Suppliant in Space, di Robert Sheckley            |
| 1975 | I reietti dell'altro pianeta, di Ursula K. Le Guin | Riding the Torch, di Norman Spinrad                  | Assalto a una città, di Jack Vance          | The Day Before the Revolution, di Ursula K. Le Guin |
| 1977 | Gli eredi della Terra, di Kate Wilhelm             | Houston, Houston, ci sentite?, di James Tiptree, Jr. | The Diary of the Rose, di Ursula K. Le Guin | I See You, di Damon Knight                          |
| 1978 | Eredità di stelle, by Clifford D. Simak            | In the Hall of the Martian King, by John Varley      | Time Storm, by Gordon R. Dickson            | Jeffty ha cinque anni, by Harlan Ellison            |